# 패션왕 (영화)
《패션왕》은 2014년에 개봉한 오기환 감독의 대한민국 영화로, 기안84의 만화 동명의 웹툰을 원작으로 한다. 공부만 하던 범생이가 옷잘입는 일진으로 거듭나는 기본적인 줄거리는 동일하며 원작 특유의 병맛도 상당수 재연했지만 원작파괴 각색으로 흥행에 참패했다.

## 캐스팅
- 주원: 우기명 역[1][2][3]
- 설리: 곽은진 역[4][5]
- 안재현: 김원호 역
- 박세영: 박혜진 역
- 김성오: 김남정 역
- 이일화: 기명 모 역
- 신주환: 김창주 역
- 민진웅: 김두치 역
- 이수광: 콤비남 1 역
- 이동휘: 콤비남 2 역
- 파비앙: 본인 역
- 문재원: 일진스님 역
- 박두식: 성철 역
- 우상전: 노승 역
- 전진우: 송 PD 역
- 주민하: 혜진생파 친구 역
- 배유람: 기안고 기명반 역
- 강덕중 : 기안고 기명반 역
- 원담휘: 미션정장남 역
- 정원조: 의사 역
- 이은채: 간호사 역
- 전진우: 송 PD 역
- 김용운: 패션테러 심사위원 역
- 양흥주: 야적장사장 역
- 위지웅: 패션왕 대회 예선 모델 역
- 이경영: 원호 부 역 (특별출연)
- 나나: 학교대표 섹시 여고생 역(특별출연)[6]
- 한혜진: 패션왕 선발대회의 MC 역(특별출연)[7]
- 호란: 여비서 역(특별출연)[8]
- 김나영: 리포터 역(특별출연)[9]
- 홍석천: 리포터 역(특별출연)[9]
- 황병국: 기명반 담임 역 (특별출연)
- 이주영: 패션왕 심사위원 1 역 (특별출연)
- 정두영: 패션왕 심사위원 2 역 (특별출연)
- 오세일: 패션왕 심사위원 3 역 (특별출연)
- 안선영 : 한복 심사위원 역 (특별출연)
- 이효재 : 한복 심사위원 역 (특별출연)
- A.T.O (특별출연)
- 기안84: 성철똘마니 2 역 (특별출연)